# Stephanie Syjuco
Stephanie Syjuco, née en 1974 à Manille aux Philippines, est une artiste américaine liée à l'art conceptuel.

## Biographie
Stephanie Syjuco, née en 1974 à Manille aux Philippines, a étudié à l'École de peinture et de sculpture de Skowhegan (1997), au San Francisco Art Institute où elle obtient sa licence en art en 1995, puis elle effectue son master en art à l'Université Stanford en 2005.
Ses œuvres explorent les frictions entre l'authentique et le faux, en abordant les préoccupations politiques relatives au travail et aux économies, au sein du système capitaliste. En 2009, elle crée Copystand: une zone de fabrication autonome pour la Frieze Art Fair à Londres. À ce sujet, le Wall Street Journal note : « Pendant ce temps, d’autres artistes s'amusent à jouer ouvertement avec les conventions économiques... » 
Stephanie Syjuco vit et travaille (2016) à San Francisco,. 
Elle est professeure adjointe à l'Université de Californie à Berkeley. Son travail fait partie de la collection du musée d'Art moderne de San Francisco, de Di rosa (en)  et du musée d'Art américain Whitney.
Elle reçoit, en 2014, la bourse Guggenheim en arts visuels et une subvention du programme Peintres et Sculpteurs de la Fondation Joan Mitchell en 2009. En 2018, elle figure dans l'épisode d'Art:21 (en), consacré aux artistes de la baie de San Francisco.
En septembre 2019, Stephanie Syjuco réalise une grande exposition personnelle intitulée Rogue States au Contemporary Art Museum St. Louis (en),.

## Expositions (sélection)
- Being : New Photography, Museum of Modern Art, New York[14]
- Public Knowledge, Musée d'Art Moderne de San Francisco[15]
- Disrupting Artisanat: le Renwick Invitational , musée d'art américain Smithsonian (2018-2019)[16]
- This site is under Revolution au Moscou Museum of Modern Art (en)[17]
- Citoyens, Galerie Ryan Lee, New York, État de New York, 2017[18]
- Études d'étalonnage neutre (ornement + crime), Galerie Catharine Clark, San Francisco, Californie, 2016[19]
- Raidersd Redux, Galerie Catharine Clark Space Project, New York, État de New York, 2013[20]
- Migration de modèles, Musée d'art de Columbus, Ohio, 2011[21]
- Raiders, Galerie Catharine Clark, San Francisco, Californie, 2011[22]
- notMOMA, Université d'État de Washington, Pullman, Washington, 2010[23]
- Fabrications non sollicitées, Projets contemporains de Pallas avec 126 galeries dirigées par des artistes, Dublin, Irlande, 2009[24]
- Perspectives 164 : Total Fabrications, Musée d'art contemporain Houston, Texas, 2008